# Burutu
Burutu è una delle venticinque aree a governo locale (local government areas) in cui è suddiviso lo stato di Delta, nella Repubblica Federale della Nigeria.
Conta una popolazione di 209.666 abitanti.